# Tsiolkovski
|  | Aquest article tracta sobre la població. Vegeu-ne altres significats a «Konstantín Tsiolkovski». |

Tsiolkovski (rus: Циолковский) és un possiólok rus amb estatus de ciutat tancada de l'óblast de l'Amur, a la vora del Bolxoia Piora, tributari del Zeia, a 180 km al nord de Blagovésxensk i a 110 km de la frontera amb la Xina. Fins a l'any 2015 s'anomenava Uglegorsk (rus: Углегорск).
A la vora de la població s'hi troba el nou port espacial rus, el Cosmòdrom Oriental.
Es va fundar el 1961 per a donar servei a una base de míssils MBI de les Forces Armades Soviètiques anomenada Svobodni-18 (en referència a la població de Svobodni situada a uns 50 quilòmetres). El 19 d'octubre del 1965 va rebre l'estatus de ciutat tancada per decret del Soviet Suprem de la RSFSR.
El juliol del 2010, el Primer Ministre de Rússia Vladímir Putin va anunciar que s'hi faria un nou Cosmòdrom Oriental, com a part de la voluntat russa de reduir la seva dependència del Cosmòdrom de Baikonur situat geogràficament al Kazakhstan. L'abril del 2013, Putin va proposar canviar el nom d'alguna població propera al Cosmòdrom en honor del fundador de la cosmonàutica teòrica Konstantín Tsiolkovski. Es va acabar decidint assignar-lo a la pròpia població d'Uglegorsk. Després de l'aprovació de les autoritats locals i de la Duma Estatal de Rússia, la llei del canvi de nom va ser signada pel ja President Vladímir Putin el 30 de desembre del 2015.